# 花蓮縣萬榮鄉馬遠國民小學
花蓮縣萬榮鄉馬遠國民小學（簡稱馬遠國小）是位於臺灣花蓮縣萬榮鄉馬遠村的一所國民小學。

## 校史

### 日治時期
- 1933年2月，花蓮縣馬馳彎教育所於瑞北西邊山脈上建立。

### 民國時期
- 1945年10月，改名為花蓮縣馬遠國民學校。
- 1953年10月，政府為「改善山胞生活計畫」，新建新村，由深山上遷到山腳下，分為南北兩個社區，改名為馬遠社區及東光社區，學校亦隨之遷至現址（馬遠社區）。
- 1968年，政府實施九年國教，改稱花蓮縣萬榮鄉馬遠國民小學。
- 1970年，奉淮設立馬遠分校（東光社區）。

## 歷任校長

### 民國時期
1. 張宏政：2010年8月－2014年8月
2. 翁玉：2014年8月－2020年8月
3. 林萬男：2020年8月－現任

## 空間概況
- 普通教室數：6間
- 專科教室數：4間
- 廁所：2間

## 知名校友
- 馬詠恩：金曲獎、金音獎布農族音樂人。

## 外部連結
- 花蓮縣立馬遠國小全球資訊網 （页面存档备份，存于）